# Твердохлебов, Иван Григорьевич
Иван Григорьевич Твердохлебов (27 ноября 1910, Екатеринодар, Кубанская область, Российская империя — 1965, Грозный, Чечено-Ингушская АССР, РСФСР, СССР) — советский скульптор, член Союза художников СССР.

## Биография
Отец Твердохлебова был православным священником в станице Старовеличковской. В 1930 году семья была выслана на Северный Урал. В 1937 году отец был арестован и расстрелян в Свердловске. В 1991 году его реабилитировали.
Иван Твердохлебов, который учился в Краснодарском художественном училище, вынужден был бросить учёбу и в 1930 году начал работать на нефтяных промыслах Адыгеи. В 1932—1941 годах работал в Баку. В 1935 году Твердохлебов познакомился с известным советским скульптором С. Д. Меркуровым, который привлёк его к работе над памятником 26 бакинским комиссарам. С 1938 года работал художником в бакинской газете «Молодой рабочий».
Участник Великой Отечественной войны, старший лейтенант 339 зенитно-артиллерийского полка ПВО, участник обороны Грозного. Имел боевые награды.
В 1946 году, после демобилизации, ему предложили остаться в Грозном. Твердохлебов принял приглашение и стал председателем товарищества «Грозненский художник». Затем он стал председателем художественного совета Чечено-Ингушского отделения Художественного фонда РСФСР. Под его руководством начался творческий путь таких скульпторов, как Василий Астапов, Иван Бекичев, А. Н. Сафронов. В 1948 году его мастерскую посетила Вера Мухина.
Твердохлебов является автором целого ряда памятников вождям революции, героям Гражданской и Великой Отечественной войн, ударникам труда, галереи портретов советских людей середины XX века. Был новатором, применившим композиционные материалы в скульптуре. Его монументальные произведения были установлены на площадях, стадионах, скверах и парках Грозного, в сёлах и аулах Северного Кавказа. Участник многих региональных, всесоюзных и международных выставок.

## Некоторые произведения
- Мемориал павшим в Великой Отечественной войне (Грозный, 1950);
- Братская могила советских воинов (Грозный, 1949);
- Памятник А. П. Ермолову (Грозный, 1949, демонтирован в 1989 году);
- Мемориал героям, павшим в боях за свободу и независимость Советской Родины в годы Великой Отечественной войны (Грозный, 1949);
- Обелиск героям Гражданской войны (Грозный, 1954);
- Братская могила красноармейцев, павших во время Стодневных боёв (Грозный, 1958, разрушена).